# Android 12
Android 12 – dwunasta z kolei główna odsłona mobilnego systemu operacyjnego Android, zaprojektowana przez sojusz Open Handset Alliance pod przewodnictwem firmy Google i wydana 4 października 2021.

## Historia

Koncepcyjne logo systemu operacyjnego w trakcie prac rozwojowych

W trakcie prac rozwojowych system operacyjny posiadał wewnętrzną nazwę kodową Snow Cone. Dwunasta główna odsłona systemu operacyjnego została zapowiedziana 18 lutego 2021 na oficjalnym blogu Androida. W tym samym czasie została wydana wersja deweloperska nowej odsłony systemu wraz z jednoczesną zapowiedzią wydania dwóch kolejnych wersji tego typu oraz kolejnych czterech wydań w fazie beta, które – począwszy od maja – miałyby być publikowane co miesiąc i zapewnić stabilność działania systemu po czterech miesiącach.
Druga wersja deweloperska została wydana 17 marca, a trzecia – 21 kwietnia. Pierwsze wydanie w fazie beta zostało opublikowane 18 maja, drugie – 9 czerwca (wraz z poprawkami błędów opublikowanymi 23 czerwca), trzecie 14 lipca (wraz z poprawkami błędów opublikowanymi 26 lipca), a czwarte – 11 sierpnia. Niezapowiedziane piąte wydanie w fazie beta ukazało się 8 września.
Pierwsza stabilna wersja została opublikowana 4 października 2021 w ramach Android Open Source Project, a pierwszy raz pojawiła się na sprzedawanych urządzeniach 19 października.

### Android 12.1/12L
W październiku 2021 firma Google zapowiedziała system Android 12L, którego przeznaczeniem miałyby być urządzenia z elastycznymi ekranami i urządzenia pracujące z monitorami ekranowymi, a także Chromebooki. Zaktualizowana wersja systemu miała zwiększyć możliwości modyfikacji graficznego interfejsu użytkownika, co pozwoliłoby na jego lepsze dostosowanie do większych ekranów.
Premierę nowej wersji systemu zaplanowano na początek 2022 roku. W październiku opublikowano wersję deweloperską wersji 12L, a następnie wydano trzy wersje w fazie beta – w grudniu 2021, styczniu oraz lutym 2022. Pierwsza stabilna wersja systemu została opublikowana 7 marca 2022 jako odsłona Android 12.1.

## Nowości i zmiany
Android 12 odświeża szatę graficzną systemu operacyjnego: przyciski stały się większe, pojawiło się więcej animacji, a widżety ekranu głównego uzyskały nowy styl wizualny. Ponadto została dodana funkcjonalność o wewnętrznej nazwie kodowej „monet”, która automatycznie dostosowuje motyw kolorów systemu operacyjnego do kolorystyki wybranej przez użytkownika tapety.
Obszar zarządzania urządzeniami w koncepcji Internetu rzeczy oraz aktywacji interakcji z Asystentem Google zostały przeniesione do menu wyświetlanego po przytrzymaniu przycisku zasilania urządzenia. Do systemu została dodana także funkcjonalność wykonania przewijalnych zrzutów ekranu.
Nowe wydanie systemu poprawia także wydajność usług systemowych, takich jak menedżer okien czy system zarządzania pakietami.

### Ułatwienia dostępu
Funkcjonalność powiększenia ekranu w systemie zyskała możliwość częściowego powiększenia ekranu przy użyciu pływających okien, a także może zostać skonfigurowana do śledzenia wprowadzanego przez użytkownika tekstu.

### Środowisko programistyczne
Android 12 zyskał natywną obsługę dźwięku przestrzennego (w tym w standardzie MPEG-H 3D Audio) oraz transkodowanie obrazu kodeku H.265/HEVC, aby zapewnić wsteczną kompatybilność dla aplikacji, w których jego obsługa nie została zaimplementowana. Ponadto pojawił się nowy interfejs API o nazwie HapticGenerator, zapewniający sprzężenie systemu powiadomień dźwiękowych z systemem haptycznym urządzenia.
Nowa wersja środowiska programistycznego ułatwia także obsługę funkcjonalności przenoszenia sformatowanego tekstu i multimediów pomiędzy aplikacjami, między innymi przy użyciu schowka, a także wprowadza możliwość wykonania automatycznej aktualizacji aplikacji w tle bez konieczności pytania użytkownika o zgodę za każdym razem.

### Prywatność i bezpieczeństwo
Aplikacje żądające dostępu do lokalizacji zyskują możliwość uzyskania także wyłącznie przybliżonych współrzędnych, zamiast wyłącznie precyzyjnej lokalizacji. Obszar przełączników szybkich ustawień zyskał możliwość odebrania aplikacjom dostępu do kamery i mikrofonu, a ponadto na ekranie będzie wyświetlał się wskaźnik w przypadku ich aktywnego użycia przez aplikacje.